# إليز غرافل
إليز غرافل هي رسامة توضيحية وكاتِبة وكاتبة للأطفال كندية، ولدت في 10 يناير 1977 في مونتريال في كندا.